# Hanazono (keizer)
Keizer Hanazono (花園天皇, Hanazono-tennō, 14 augustus 1297 – 2 december 1348) was de 95e keizer van Japan, volgens de traditionele opvolgvolgorde. Hij regeerde van 28 december 1308 tot 29 maart 1318.
Hanazono’s persoonlijke naam (imina) was Tomihito-shinnō (富仁親王). Hij was de vierde zoon van Fushimi. Hij behoorde tot de Jimyōin-tō tak van de keizerlijke familie.
Hanazono werd keizer na de voortijdige dood van Go-Nijo. Zowel zijn vader, Fushimi, als broer, Go-Fushimi, traden tijdens Hanazono’s regeerperiode op als Insei-keizer.
Tijdens Hanazono’s regeerperiode werd een overeenkomst gesloten tussen het Kamakura-shogunaat en de beide takken van de keizerlijke familie, waarin werd afgesproken dat beide takken om de 10 jaar een keizer mochten aanwijzen. Deze overeenkomst duurde echter niet lang daar Hanazono’s opvolger, Go-Daigo, er weer een einde aan maakte.
Na zijn aftreden in 1318 voedde Hanazono zijn neef, de latere troonpretendent Kogon, op. In 1335 werd Hanazono een boeddhistische monnik van de zen-stroming. Hanazono was bedreven in Tanka en een belangrijk lid van de Kyōgokuschool. Hij stond bekend als een zeer religieus en geletterd persoon.
Hanazono stierf in 1348 op 51-jarige leeftijd. Hij liet een dagboek na genaamd Hanazono-in-Minki.
* Regent Jingu staat niet op de traditionele lijst.